# Salvatore Bianca
Salvatore Gabriele Bianca (Gela, 5 febbraio 2004) è un atleta paralimpico italiano, specializzato nella velocità e nei salti e nelle prove multiple.

## Record nazionali
- Salto in alto T20: 1,63cm m' ( Molfetta, 5 giugno 2022)
- salto in alto T20:"1,64m"

Montebelluna ,13 maggio 2023)
- Salto in alto I1:"1,71m"(

Ancona; 16marzo2024)
- ancona record italiano 60m ostacoli

Template:22/03/2025, 9,22

## Campionati europei
2022 pajulathi (Finlandia) 1° salto in lungo t20

## virtus european summer games
2022 Cracovia (Polonia ) 🇵🇱3° salto in alto T20
2024 uppsala (Svezia) 🇸🇪2° 110 metri ostacoli 17.03
2°salto in lungo 6.24m
2°staffetta 4x400

## Campionati nazionali
2020
- Bronzo ai campionati italiani FISPES+FISDIR indoor (Ancona), 200 m T20 juniores - 25"71
- Oro ai campionati italiani FISPES+FISDIR indoor (Ancona), salto in lungo T20 juniores - 5,40 m
- Oro ai campionati italiani FISPES (Jesolo), salto in lungo T20 - 5,85 m

2022
- Oro ai campionati italiani FISPES+FISDIR indoor (Ancona), 4x200 m T20 - 1'44"13
- Oro ai campionati italiani FISPES+FISDIR indoor (Ancona), salto in alto T20 juniores - 1,50 m
- Oro ai campionati italiani FISPES+FISDIR indoor (Ancona), salto in lungo T20 juniores - 5,32 m
- Oro ai campionati italiani FISDIR (Molfetta), salto in alto T20 - 1,63 m
- Oro ai campionati italiani FISDIR (Molfetta), salto in lungo T20 - 5,79 m
- Oro ai campionati italiani FISDIR (Molfetta), 4×100 m T20 - 48"37
- Oro a squadre ai campionati italiani di società FISPES (Brescia), CDS Promozionale - 73140 punti
- Oro a squadre ai campionati italiani di società FISPES (Brescia), CDS Assoluto - 35159 punti
2023
- Oro ai campionati italiani FISDIR salto in lungo 5,62 25/febbraio/2023 (Ancona) CDS

- Oro al Golden Gala Pietro Mennea (2 giugno)
2024
- Oro campionati italiani🇮🇹

FISDIR pentahlon 2927punti 
60 metri ostacoli 9,89
Salto in lungo m5,58
Getto del peso 6,30
Salto in alto 1,71cm 
1000m 3:18"19
- Orocampionati italiani🇮🇹110 metri ostacoli: 17,03
- Template:Record italiano Salto in lungo: 6,24
- Template:Record italiano salto in alto 1,71

2025
Template:Record italiano eptathlon 3366punti
- (Molfetta) 22/06/2025 al 23/06/2025